# Saint-Maurice-sur-Mortagne
Saint-Maurice-sur-Mortagne är en kommun i departementet Vosges i regionen Grand Est (tidigare regionen Lorraine) i nordöstra Frankrike. Kommunen ligger i kantonen Rambervillers som tillhör arrondissementet Épinal. År 2022 hade Saint-Maurice-sur-Mortagne 181 invånare.

## Befolkningsutveckling
Antalet invånare i kommunen Saint-Maurice-sur-Mortagne
| Referens: INSEE |